# Kašad
Kašad (mađ. Kásád) je pogranično selo u južnoj Mađarskoj.
Zauzima površinu od 13,29 km četvornih.

## Zemljopisni položaj
Nalazi se u Baranji, na 45° 46' 42" sjeverne zemljopisne širine i 18° 23' 56" istočne zemljopisne dužine, 500 m sjeverno i sjeverozapadno od granice s Republikom Hrvatskom. Najbliže naselje u RH su Torjanci, 1 km jugozapadno. 
Olnica je 2 km zapadno-sjeverozapadno, Rastince su 5 km sjeverozapadno, Naćfa je 3,5 km, a Tapoca 3 km sjeverno-sjeverozapadno. Breme (Brime) okružuje Kašad s tri strane: 1,5 km sjeverno i sjeveroistočno, a na istoku se približava na 1 km. 3,5 sjeveroistočno je selo Pišpek.
Područje je dosta močvarno. Potoci i ribnjaci su okružili selo i okruženost Kašada vodama je ostavila traga u seoskoj arhitekturi i gradnji sela.

## Upravna organizacija
Upravno pripada Šikloškoj mikroregiji u Baranjskoj županiji. Poštanski broj je 7827.

## Povijest
U povijesti se prvi put spominje pod imenom Kassat, a poslije kao Asady 1294.-
Većinu stanovnika su nekad činili šokački Hrvati koji su u ovo selo doselili početkom 18. st. iz Bosne. Ipak, šokački Hrvati su zabilježeni u ovom selu i za vrijeme turske vlasti, kada su ovdje već živjele šokačke obitelji na posjedima Zrinskih.
Šokci su zatekli naselje u organiziranom obliku. Njihovi potomci su postali naseljenicima, a popis od 1711. bilježi stanovnike ovih imena i prezimena: Marianus Kovácsovics, Josephus Kovácsovics, Matheus Sarinovics, Benedictus Bosnyák, Michael Oldinacz, Marcus Sokacz, Georgiusz Zágorecz, Petrus Filak, Joannes Svokovics.
Sa sobom su donijeli svoje običaje, narodnu umjetnost i kulturu. Među svim mađarskim Hrvatima, vjerojatno se ovdje najduže održala. Njihova zatvorenost zbog specifičnih zemljopisnih uvjeta je odigrala ulogu u tome.
2001. se 23,9% stanovnika izjašnjavalo Hrvatima.

## Promet
2 km sjeverno od sela se nalazi odvojak od Barča – Viljan koji je nekada vodio do Belog Manastira.

## Stanovništvo
Kašad ima 386 stanovnika (2001.). Mađari su većina. Hrvati u selu imaju manjinsku samoupravu i čine više od trećine stanovnika. U selu je i nekoliko Roma. Rimokatolika je 84,4%, kalvinista je 4% te ostali.
Mjesni Hrvati su iz skupine šokačkih Hrvata.
 Procjene lokalnih hrvatskih organizacija govore o 65% Hrvata u Kašadu, no kako negativna iskustva iz prošlosti nisu prevladana (Horthyjevo doba, komunistički režim), broj izjašnjenih Hrvata i Hrvata upisanih na biračke popise manjinske samouprave je znatno manji od procijenjenog broja Hrvata.

## Poznate osobe
- Stjepan Zagorac, višestruko nagrađivani začasni kanonik Đakovačko-osječke nadbiskupije

## Vanjske poveznice
- Kašad na fallingrain.com